# Eugyra connectens
Eugyra connectens is een zakpijpensoort uit de familie van de Molgulidae. De wetenschappelijke naam van de soort is voor het eerst geldig gepubliceerd in 1928 door Arnback.